# Vị Tân (phường)
Vị Tân là một phường thuộc thành phố Cần Thơ, Việt Nam.

## Địa lý
Phường Vị Tân có vị trí địa lý:
- Phía đông giáp xã Vị Thủy
- Phía tây giáp tỉnh An Giang
- Phía nam giáp phường Vị Thanh
- Phía bắc giáp xã Vị Thanh 1.

Phường Vị Tân có diện tích là 37,07 km², dân số năm 2024 là 36.079 người, mật độ dân số đạt 973 người/km².

## Lịch sử
Ngày 20 tháng 9 năm 1975, Bộ Chính trị ban hành Nghị quyết số 245-NQ/TW về việc hợp nhất tỉnh Cần Thơ (ngoại trừ huyện Thốt Nốt), tỉnh Sóc Trăng, tỉnh Trà Vinh, tỉnh Vĩnh Long thành một tỉnh, tên gọi tỉnh mới cùng với nơi đặt tỉnh lỵ sẽ do địa phương đề nghị lên.
Ngày 20 tháng 12 năm 1975, Bộ Chính trị ban hành Nghị quyết số 19/NQ về việc hợp nhất tỉnh Cần Thơ (bao gồm cả huyện Thốt Nốt của tỉnh Long Xuyên), tỉnh Sóc Trăng thành một tỉnh mới, tên gọi tỉnh mới cùng với nơi đặt tỉnh lỵ sẽ do địa phương đề nghị lên.
Ngày 24 tháng 2 năm 1976, Chính phủ Cách mạng lâm thời Cộng hòa miền Nam Việt Nam ban hành Nghị định số 3/NQ/1976 về việc hợp nhất tỉnh Cần Thơ, tỉnh Sóc Trăng và thành phố Cần Thơ thành một tỉnh mới, lấy tên là tỉnh Hậu Giang.
Ngày 23 tháng 10 năm 1978, Hội đồng Chính phủ ban hành Quyết định số 273-CP về việc thành lập xã Vị Tân thuộc huyện Long Mỹ trên cơ sở tách đất từ thị trấn Vị Thanh và xác định địa giới của xã Vị Tân như sau:
- Phía đông giáp xã Vị Thủy
- Phía tây giáp xã Vĩnh Hòa Hưng, huyện Gò Quao, tỉnh Kiên Giang
- Phía nam giáp thị trấn Vị Thanh
- Phía bắc giáp xã Hòa Thuận, huyện Giồng Riềng, tỉnh Kiên Giang.

Ngày 21 tháng 4 năm 1979, Hội đồng Chính phủ ban hành Quyết định số 174-CP về việc chia xã Vị Tân thuộc huyện Long Mỹ thành xã Vị Đông và xã Vị Tân.
Ngày 26 tháng 10 năm 1981, Hội đồng Bộ trưởng ban hành Quyết định số 119-HĐBT về việc:
- Thành lập huyện Mỹ Thanh thuộc tỉnh Hậu Giang.
- Chuyển xã Vị Tân thuộc huyện Long Mỹ về huyện Mỹ Thanh mới thành lập quản lý.

Ngày 6 tháng 4 năm 1982, Hội đồng Bộ trưởng ban hành Quyết định số 64-HĐBT về việc đổi tên huyện Mỹ Thanh thành huyện Vị Thanh thuộc tỉnh Hậu Giang.
Ngày 26 tháng 12 năm 1991, Quốc hội ban hành Nghị quyết về việc chia tỉnh Hậu Giang thành tỉnh Cần Thơ và tỉnh Sóc Trăng.
Ngày 1 tháng 7 năm 1999, Chính phủ ban hành Nghị định số 45/1999/NĐ-CP về việc:
- Thành lập thị xã Vị Thanh thuộc tỉnh Cần Thơ.
- Thành lập Phường IV thuộc thị xã Vị Thanh trên cơ sở 352,32 ha diện tích tự nhiên với 7.518 nhân khẩu của thị trấn Vị Thanh cũ và 210 ha diện tích tự nhiên với 3.754 nhân khẩu của xã Vị Đông.
- Thành lập Phường V thuộc thị xã Vị Thanh trên cơ sở 575,38 ha diện tích tự nhiên với 4.925 nhân khẩu của thị trấn Vị Thanh cũ và 228 ha diện tích tự nhiên với 2.572 nhân khẩu của xã Vị Đông.
- Chuyển xã Vị Tân thuộc huyện Vị Thanh về thị xã Vị Thanh mới thành lập quản lý.

Sau khi điều chỉnh địa giới hành chính:
- Phường IV có 562,32 ha diện tích tự nhiên và 11.272 nhân khẩu.
- Phường V có 803,38 ha diện tích tự nhiên và 7.497 nhân khẩu.

Ngày 26 tháng 11 năm 2003, Quốc hội ban hành Nghị quyết số 22/2003/QH11 về việc chia tỉnh Cần Thơ thành thành phố Cần Thơ trực thuộc trung ương và tỉnh Hậu Giang. Khi đó, Phường IV, Phường V, xã Vị Tân thuộc thị xã Vị Thanh, tỉnh Hậu Giang.
Ngày 23 tháng 9 năm 2010, Chính phủ ban hành Nghị quyết số 34/NQ-CP về việc thành lập thành lập thành phố Vị Thanh thuộc tỉnh Hậu Giang. Phường IV, Phường V, Xã Vị Tân trực thuộc thành phố Vị Thanh.
Năm 2023, Phường V có diện tích 7,91 km², dân số là 7.214 người và 5 khu vực: 1, 2, 3, 4, 5.
Ngày 10 tháng 12 năm 2024, HĐND tỉnh Hậu Giang ban hành Nghị quyết 60/NQ-HĐND về việc:
- Đổi tên một phần khu vực 6, Phường III và khu vực 1, Phường V thành khu vực 5, Phường I.
- Đổi tên khu vực 5, Phường V thành khu vực 6, Phường I.

Phường V có diện tích 6,15 km², dân số là 4.002 người và 3 khu vực: 2, 3, 4.
Tính đến ngày 31/12/2024:
- Phường IV có 7 khu vực: 1, 2, 3, 4, 5, 6, 7.
- Phường V có 3 khu vực: 2, 3, 4.
- Xã Vị Tân có 9 ấp: 1, 2, 2A, 3, 3A, 4, 5, 6, 7.

Ngày 12 tháng 6 năm 2025, Quốc hội ban hành Nghị quyết số 202/2025/QH15 về việc sắp xếp đơn vị hành chính cấp tỉnh (nghị quyết có hiệu lực từ ngày 12 tháng 6 năm 2025). Theo đó, sáp nhập tỉnh Hậu Giang và tỉnh Sóc Trăng vào thành phố Cần Thơ.
Ngày 16 tháng 6 năm 2025:
- Quốc hội ban hành Nghị quyết số 203/2025/QH15[19] về việc Sửa đổi, bổ sung một số điều của Hiến pháp nước Cộng hòa xã hội chủ nghĩa Việt Nam. Theo đó, kết thúc hoạt động của đơn vị hành chính cấp huyện trong cả nước từ ngày 1 tháng 7 năm 2025.
- Ủy ban Thường vụ Quốc hội ban hành Nghị quyết số 1668/NQ-UBTVQH15[1] về việc sắp xếp các đơn vị hành chính cấp xã của thành phố Cần Thơ năm 2025 (nghị quyết có hiệu lực từ ngày 16 tháng 6 năm 2025). Theo đó, thành lập phường Vị Tân thuộc thành phố Cần Thơ trên cơ sở toàn bộ 7,97 km² diện tích tự nhiên dân số là 15.540 người của Phường IV; toàn bộ 6,15 km² diện tích tự nhiên, quy mô dân số là 5.360 người của Phường V và toàn bộ 22,95 km² diện tích tự nhiên, dân số là 15.179 người của xã Vị Tân thuộc thành phố Vị Thanh, tỉnh Hậu Giang.

Phường Vị Tân có 37,07 km² diện tích tự nhiên và quy mô dân số là 36.079 người.

## Kinh tế - xã hội
Trung tâm thương mại, khu dân cư Liên Minh tại khu vực 6.
Cơ sở giáo dục trên địa bàn phường:
- Trường Cao đẳng cộng đồng Hậu Giang tại khu vực 4 và khu vực 5.
- Trường Trung cấp nghề Hậu Giang tại khu vực 6.
- Trường Trung cấp luật Vị Thanh tại khu vực 6.
- Trường dạy trẻ khuyết tật tại khu vực 6
- Trung tâm sát hạch xe.
- Trường Mầm non Thực hành tại khu vực 4.
- Trường Mầm non Hoa Hồng tại khu vực 6.
- Trường Tiểu học Trần Quang Diệu tại khu vực 3.
- Trường Tiểu học Bùi Thị Xuân tại khu vực 6.
- Trường Tiểu học Hoàng Hoa Thám tại khu vực 2.
- Trường THCS Hoàng Diệu tại khu vực 7, phường IV cũ.

Cơ sở y tế:
- Bệnh viện đa khoa Vị Thanh tại khu vực 4.
- Trung tâm Y tế dự phòng Hậu Giang tại khu vực 6.

## Giao thông
- Tỉnh lộ 931C qua trung tâm phường (khu vực 6).
- Đường 19 tháng 8 nối dài
- Đường Nguyễn Thị Minh Khai
- Một phần đại lộ Hậu Giang và đường Lê Hồng Phong là tuyến đường thuộc tỉnh lộ 931C, nằm trong nội ô thành phố
- Đường Chiến Thắng
- Đường Kênh Tắc Huyện Phương.